# J.L. Brandeis and Sons
J.L. Brandeis & Sons, ook bekend als Brandeis, was een warenhuisketen in de omgeving van Omaha in de Amerikaanse staat Nebraska, opgericht door Jonas L. Brandeis in 1881. Het werd in 1987 door Younkers gekocht voor $ 33,9 miljoen, waarna de winkels werden omgedoopt tot Younkers.

## Geschiedenis
De eerste winkel van Jonas Leopold Brandeis, genaamd The Fair, was gevestigd op South 13th Street 506. In 1888 opende hij de Boston Store op de noordwesthoek van 16th Street en Douglas Street. In 1905 werd begonnen met de bouw van een grotere vlaggenschipwinkel van Brandeis op deze locatie in het centrum van Omaha. De winkel werd in 1906 voltooid. Het gebouw met acht verdiepingen werd ontworpen door John Latenser, Sr., en bevatte winkelruimte op de eerste drie verdiepingen en in de kelder. Later werden er nog twee verdiepingen toegevoegd. De totale kosten van de oorspronkelijke structuur bedroegen $ 650.000. In de jaren 1950 nam Brandeis het hele complex in beslag. De winkel streefde ernaar om alle mogelijke artikelen te verkopen, inclusief meubels.
Het Brandeis-gebouw is gebouwd met een stalen structuur en is bekleed met Bedford-kalksteen, baksteen en terracotta. De ontwerpelementen variëren per verdieping om een architectonische interessant geheel te vormen. De bovenste verdieping is voorzien van een balustrade en een uitstekende kroonlijst. 

### Winkelcentrum
Eind jaren 1950 zocht Brandeis naar een manier om uit te breiden en te moderniseren. Eén manier om dit te bereiken was door winkelcentra te creëren, met Brandeis als ankerwinkel. In 1959 ontwikkelde Brandeis Investment Co. het Crossroads Shopping Center in Midtown Omaha. Het winkelcentrum had daarnaast een vestiging van Sears als trekker, die in 2019 de deuren sloot. Crossroads was het negende overdekte winkelcentrum in de Verenigde Staten en werd dé hotspot in Omaha. Het eenvoudige ontwerp van het winkelcentrum, waarbij de drie verdiepingen tellende ankerwinkels met elkaar werden verbonden door een 'arcadeverdieping', bleek al snel een succes toen Brandeis in 1966 Southroads Mall in het zuiden van Omaha opende. Southroads werd ontworpen na Crossroads en kreeg naast Brandeis een JCPenney-winkel als trekker.

### Overname van Gold's
Brandeis nam in 1964 Gold and Company over, een warenhuis in Lincoln. De vlaggenschipwinkel van Gold's, in het centrum van Lincoln, was de enige winkel van het bedrijf, maar had een groot marktaandeel in Lincoln. Gold's behield zijn naam, maar bleef opereren als een divisie van J.L. Brandeis totdat het in 1981 werd afgestoten en gesloten. 

### Gouden eeuw van Brandeis
Op het hoogtepunt van haar bestaan telde de Brandeis-keten ongeveer vijftien warenhuizen. De vlaggenschipwinkel in het stadscentrum was een van de meest gewaardeerde symbolen van de moderne cultuur in Omaha geworden. Brandeis was het warenhuis van Nebraska. De keten beleefde zijn hoogtepunt begin jaren 1970 met 3.000 werknemers en een omzet van $ 100 miljoen. De winkel in de Crossroads Mall werd in 1960 geopend met wisselende resultaten, maar sloeg al snel aan en bleek een van de beste winkels in de keten te zijn, met een gemiddelde omzet van $ 38 miljoen. Crossroads bleek een groot succes voor Brandeis, ondanks dat het de eerste nieuwe Brandeis in vijftig jaar zou zijn. Er werden vestigingen geopend in de hele staat, in de stadscentrum in Columbus en Hastings en in winkelcentra (Conestoga in Grand Island, Southroads en  Westroads in Omaha en Gateway in Lincoln). Al snel werden er vestigingen ontwikkeld in Iowa, in de Midlands Mall in Council Bluffs en in de Valley West Mall in Des Moines.

### Neergang en overname door Younkers
Brandeis verloor zijn belangrijkste winkel en een groot deel van zijn publieke populariteit toen de vlaggenschipwinkel in 1980 sloot. Kort daarna, in 1981, volgde de vestiging in het centrum van Lincoln (voorheen Gold's). Het was het einde van een tijdperk. De Crossroads-winkel werd de nieuwe vlaggenschipwinkel, maar de keten had zijn marktpositie in Omaha en Nebraska verloren. Toen er halverwege de jaren 1980 plannen werden gemaakt voor een nieuwe Dillard's in de Crossroads Mall, wist het management van Brandeis dat de concurrentie te sterk zou zijn. Ze sloten een deal met Younkers, een ander warenhuis in Des Moines, en verkochten de keten in 1987 aan Younkers. Younkers behield 11 van de winkels en doopte ze om tot Younkers.